# 히가시야마가촌
히가시야마가촌(東山香村)은 오이타현 하야미군에 있던 촌이다. 현재의 기쓰키시의 일부에 해당한다.

## 역사
- 1889년 4월 1일 - 정촌제 시행에 의해 히가시야마가촌이 성립하였다.
- 1951년 4월 1일 - 나카야마가정, 가미촌과 합병해 야마가정이 성립하여, 동일 히가시야마가촌은 폐지되었다.

## 참고문헌
- 角川日本地名大辞典 44 大分県
- 『市町村名変遷辞典』東京堂出版、1990年。